# Drosophila nigrosparsa
Drosophila nigrosparsa är en tvåvingeart som beskrevs av Gabriel Strobl 1898. Drosophila nigrosparsa ingår i släktet Drosophila och familjen daggflugor.
Artens utbredningsområde täcker delar av Europa, den finns i Frankrike, Italien, Österrike, Schweiz, Polen, Tjeckien och Slovakien.